# باسل الدوسري
باسل الدوسري (8 سبتمبر 1973 -)، ممثل كويتي.

## عودته للساحة الفنية
عاد الفنان باسل الدوسري بأسلوب جديد بعد أن تعلم فن الكلام البطني الذي شارك به في أكبر مسابقة للمواهب العربية Arabs' Got Talent والذي عرض على قناة الام بي سي 4 وقد ادهش لجنة التحكيم المكونة من الفنانة نجوى كرم والاعلامي عمرو أديب وعلي جابر[ ؟ ] بعد أن قدم عرضا مع دميته التي اسماها «مزيون» ولاقى استحسان الجميع ولكن خرج من التصفيات النهائية.

## أعماله

### من المسلسلات
- الخروج من الهاوية 1992.
- حكايات من التراث الشعبي 1994.
- شفت الليل ضيف شرف.

### المسرحيات
- مخروش طاح بكروش
- سيف العرب[ ؟ ].
- خمسة وخميسة.

### أعمال اذاعية
- مليونير تحت التجربة

## وصلات خارجية
- باسل الدوسري على موقع قاعدة بيانات الأفلام العربية